# Сідней Фредерік Гармер
Сер Сідней Фредерік Гармер (англ. Sidney Frederic Harmer; 9 березня 1862 - 22 жовтня 1950) - англійський зоолог. 
Член Лондонського Королівського товариства (1898) , президент Ліннеївського товариства з 1927 по 1931 рік.

## Біографія
Сідней Фредерік Хармер народився 9 березня 1862 року в Норфолку. Вивчав природничі науки в Лондонському університеті та в Кембриджі, здобув ступінь доктора наук у 1897 році. Був викладачем зоології Королівського коледжу в Кембриджі, а з 1892 року директором університетського зоологічного музею.
З 1919 по 1927 Сідней Фредерік Хармер виконував обов'язки директора Музею природознавства у Лондоні.

## Публікації
- On the structure und development of Loxosoma» («Quart. Journ. Micr. Sc.», 1885
- "On the life-history of Pedicellina" (там же, 1886);
- «Sur l'Embryogénie des Bryozoaires Ectoproctes» («Arch. Zool. Exp.», 1888);
- "On the British Species of Crisia" ("Quart. etc.", 1891);
- "On the development of Lichenopora verrucaria" (там же, 1896);
- "On the development of Tubulipora" (там же, 1898);
- "Revision of the Genus Steganoporella" (там же, 1901).

Крім цього, Хармер разом із О. Шиплі видає чудовий твір "The Cambridge Natural History" в 10 томах.